# Рубінштейн Антон Григорович

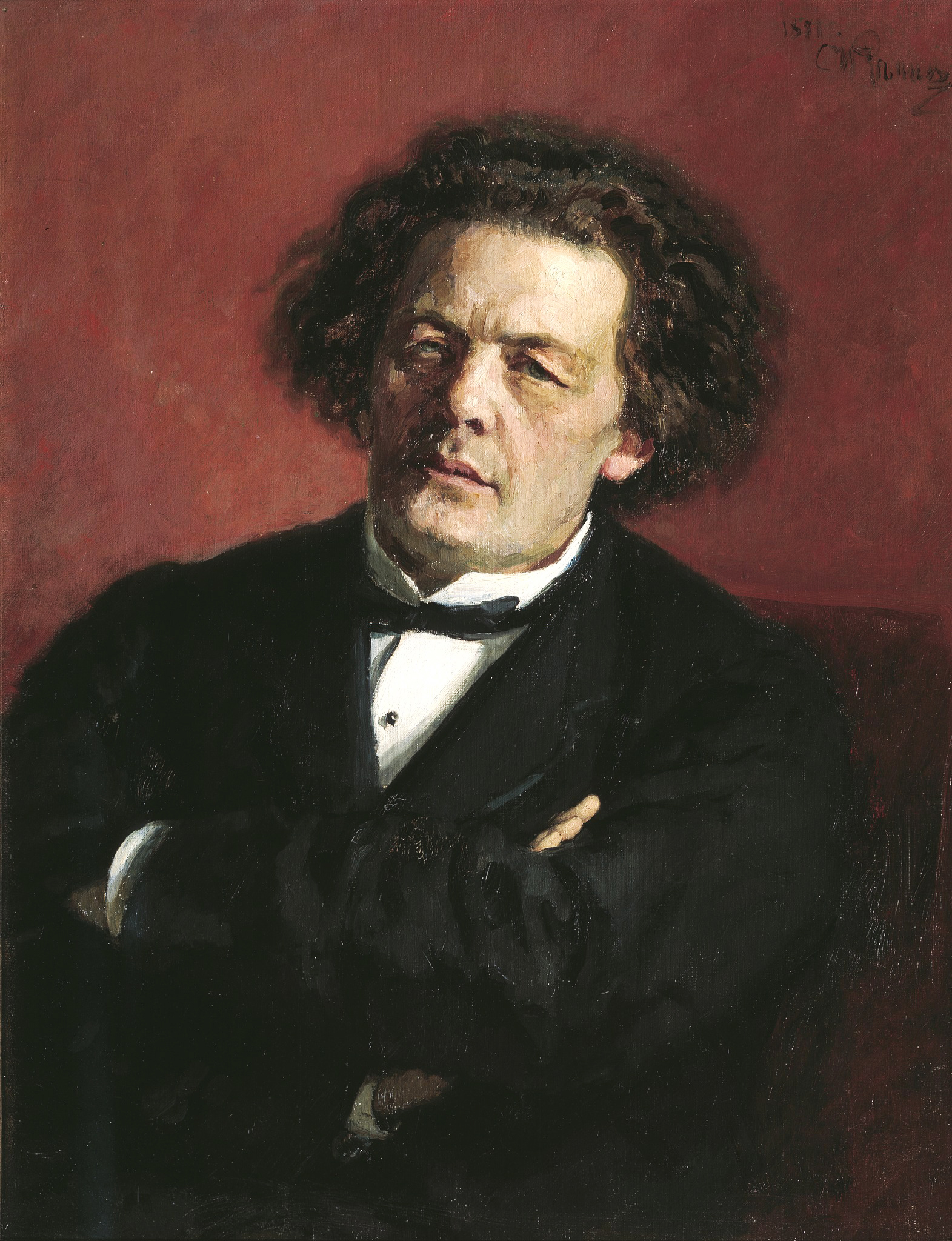
Ілля Рєпін. Портрет композитора А. Г. Рубінштейна 1881

Анто́н Григорович Рубінштейн (рос. Анто́н Григо́рьевич Рубинште́йн; 16 (28 листопада) 1829, село Вихватинці Подільської губернії — 8 (20 листопада) 1894 Петергоф) — український композитор, піаніст, диригент, старший брат композитора Рубінштейна Миколи Григоровича. Засновник Санкт-Петербурзької консерваторії.

## Біографія
Рубінштейн народився в єврейській сім'ї. Перед тим як йому виповнилось 5 років, його дід по батьківській лінії наказав усім членам сім'ї перейти в російське православ'я. Хоч його й виховували у християнських традиціях, пізніше він став атеїстом.
Навчався музиці спершу у матері, потім у Олександра Віллуана. З дев'яти років Рубінштейн вже виступав публічно в Москві, а з 1840 р. концертував за кордоном, справивши своїми виступами в Парижі сильне враження на Шопена і Ліста. У Бреславлі Рубінштейн виконав свій перший твір для фортепіано «Ундіна». З 1844 до 1849 року жив за кордоном, де наставниками його були знаменитий контрапунктист Зігфрід Ден і композитор Мейєрбер.
Повернувшись до Петербургу в 1849 році, Рубінштейн заснував Російське музичне товариство і «Музичну школу», перетворену потім в Санкт-Петербурзьку консерваторію; багато років був її директором, професором. 1854–1858 роки провів за кордоном, концертуючи в Голландії, Німеччині, Франції, Англії, Італії. Його поїздка до Америки в 1872 році супроводжувалася особливо блискучим успіхом. З 1887 до 1891 року знову був директором Санкт-Петербурзької консерваторії.
Помер в 1894 в Петергофі. Похований на Нікольському кладовищі Олександро-Невської лаври, пізніше перепохований в Некрополі майстрів мистецтв.
Ім'ям Рубінштейна названа вулиця в Петербурзі, на якій композитор жив з 1887 по 1891 рр. На будинку № 38 встановлена меморіальна дошка.

## Музична спадщина
Рубінштейну належать опери «Дмитро Донський» (Дмитрий Донской), «Демон», «Купець Калашніков», декілька симфоній (з яких найвідоміша друга з програмною назвою «Океан»), концерти для фортепіано, віолончелі, скрипки з оркестром, а також сонати, тріо, квартети й інша камерна музика.